# یواس‌اس روبن جیمز (دی‌دی-۲۴۵)

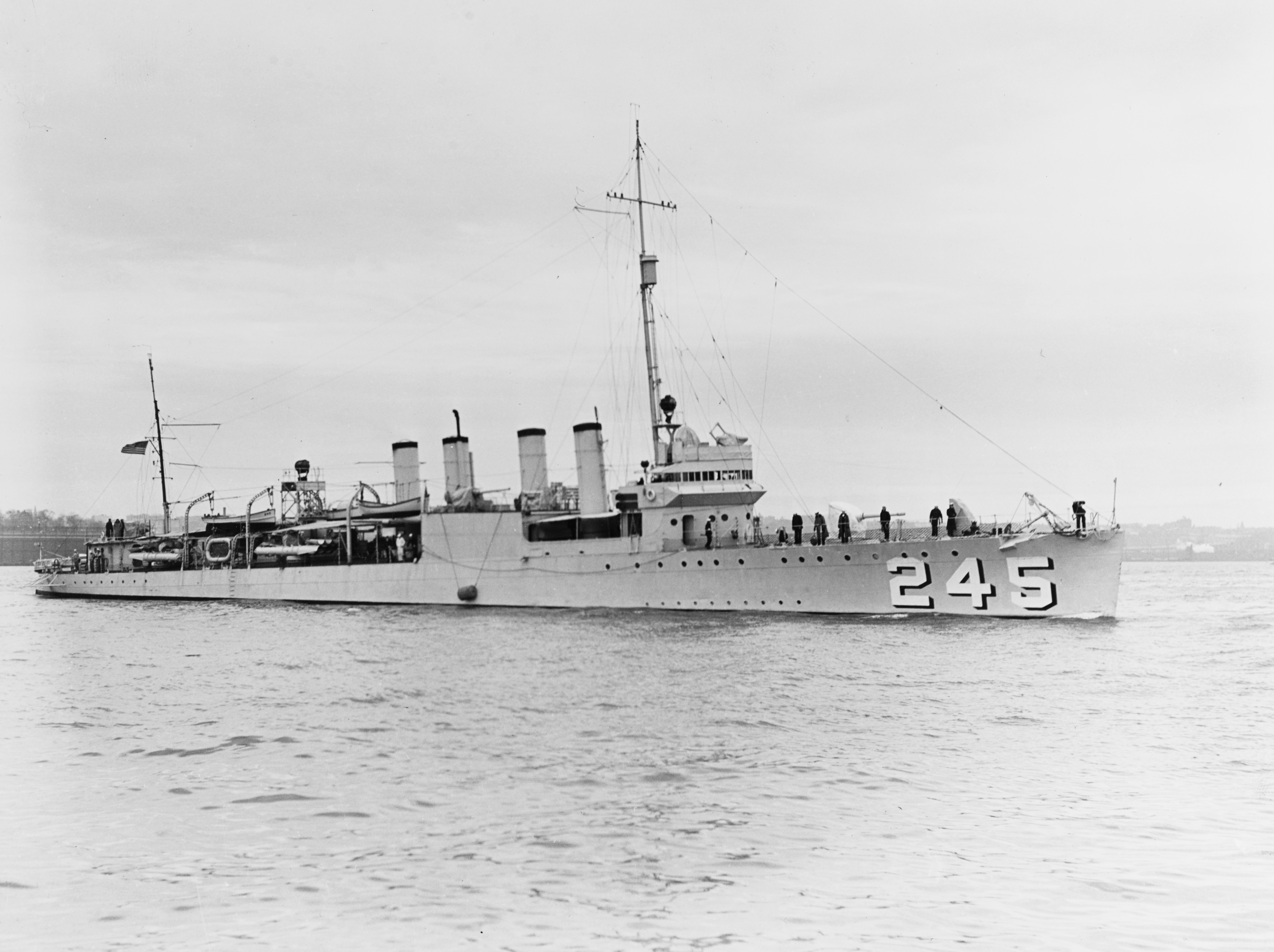

یواس‌اس ریوبن جیمز (انگلیسی: USS Reuben James) یک ناوشکن چهار قیفی کلاس Clemson بود که پس از جنگ جهانی اول ساخته شد و اولین کشتی نیروی دریایی ایالات متحده بود که به نام میت روبن جیمز Boatswain (حدود ۱۷۷۶–۱۸۳۸) نام گرفت.